# Linha do tempo de Paris
‎
A seguir, uma linha do tempo da história da cidade de Paris, França.

## ‎Pré-história, os Parisii e a Lutetia Romana‎
- 9000-5000 a.C
  - Primeiros assentamentos conhecidos em Paris durante o Mesolítico, situados próximos da rue Henri-Farman no 15º arrondissement.[1]
- 250-225 a.C
  - Os Parisii, uma tribo celta, fundaram uma cidade, chamada Lucotecia, na Île de la Cité.[2]
- 53 a.C
  - Júlio César se dirige a uma assembléia de líderes dos gauleses em Lucotecia, pedindo seu apoio.[3]
- 385
  - São Martinho de Tours visita Paris e, de acordo com a tradição, cura um leproso no portão norte da cidade.[4]

## A cidade de Clovis e os Francos
- 511
  - Clóvis, o rei dos francos, faz de Paris sua capital. [5] (Algumas fontes dão a data 508)
- 543
  - Fundação da Basílica de São Vicente, por Quildeberto I, o Rei de Paris. A Basílica se torna o lugar de sepultamento dos primeiros reis franceses, iniciando com Quildeberto.[6]
- 576
  - Saint Germain, o bispo de Paris, está sepultado na Abadia de Saint-Vincent, que desde então é conhecida como a Abadia de Saint-Germain-des-Prés.[7]
- 988
  - Hugo Capeto, eleito Rei dos Francos em 987, reside em Paris por um tempo e retorna novamente em 989, 992 e 994-995.[8]

## A idade média

### Século XI
- 1021
  - Os alunos começam a chegar a Paris para estudar na escola episcopal de Notre-Dame.[8]

- 1112
  - O rei Luís VI concede privilégios especiais à Basílica de Saint-Denis, elevando o status de Paris sobre Orléans como a capital dos Reis Capetianos. [9]
- 1134
  - O rei Luís VI concede aos mercadores de Paris o direito de confiscar os bens dos devedores e de formar associações, primeiros passos em direção a um município.[10]
- 1163
  - 21 de abril – Consagração do coro da igreja da abadia de Saint-Germain-des-Prés pelo Papa Alexandre III.
  - Início da reconstrução da catedral de Notre Dame de Paris em estilo gótico.[11]
- 1180
  - Fundação do collège des Dix-Huit por Messire Josse de Londres, um inglês. Este foi o primeiro colégio em Paris, estabelecido para dezoito estudantes clericais pobres em uma sala dentro do Hôtel-Dieu. [12] [13]
- 1182
  - Filipe Augusto expulsa os judeus da Île de la Cité, e sua sinagoga é transformada em uma igreja. Eles podem retornar em 1198, em troca do pagamento de pesados impostos.[14]
  - 19 de maio – Consagração do altar da catedral de Notre Dame.[15]
- 1190
  - Filipe Augusto parte para a Terceira Cruzada. Seis mercadores de Paris são designados para atuar como um conselho da regência em sua ausência, cada um com uma chave do tesouro. Antes de partir, ele manda construir a primeira muralha em volta de toda a cidade. A parede da margem direita foi terminada em 1208 e na margem esquerda entre 1209 e 1213. Ele também inicia a construção da fortaleza do Louvre na margem direita.[16]